# Las Cuerlas
Las Cuerlas è un comune spagnolo di 90 abitanti situato nella comunità autonoma dell'Aragona.